# All My Best
All My Best é o segundo álbum Greatest Hits da cantora japonesa Mai Kuraki e foi lançado para comemorar o seu décimo ano aniversario na carreira musical. O álbum foi lançado em 9 de setembro de 2009 em sete formatos: edição regular em 2 CDs, edição limitada com 2 CDs e 1 DVD, MicroSD, USB flash drive, MiniDisc, Fita cassete e em LP. O álbum estreou na primeira posição no ranking semanal da Oricon com vendas superiores a 137.050.